# Doc at the Radar Station
Doc at the Radar Station je jedenácté studiové album amerického hudebníka Captaina Beefhearta a jeho skupiny The Magic Band, vydané v roce 1980 společnosti Virgin Records. Nahráno bylo ve studiu Sound Castle Recording Studios v Los Angeles. Autorem malby na obalu alba je Captain Beefheart.

## Seznam skladeb
Všechny skladby jsou dílem Dona Van Vlieta
| Strana 1 | Strana 1                                           | Strana 1 |
| Pořadí   | Název                                              | Délka    |
| -------- | -------------------------------------------------- | -------- |
| 1.       | Hot Head                                           | 3:23     |
| 2.       | Ashtray Heart                                      | 3:25     |
| 3.       | A Carrot Is as Close as a Rabbit Gets to a Diamond | 1:38     |
| 4.       | Run Paint Run Run                                  | 3:40     |
| 5.       | Sue Egypt                                          | 2:57     |
| 6.       | Brickbats                                          | 2:40     |

| Strana 2 | Strana 2                                          | Strana 2 |
| Pořadí   | Název                                             | Délka    |
| -------- | ------------------------------------------------- | -------- |
| 7.       | Dirty Blue Gene                                   | 3:51     |
| 8.       | Best Batch Yet                                    | 5:02     |
| 9.       | Telephone                                         | 1:31     |
| 10.      | Flavor Bud Living                                 | 1:00     |
| 11.      | Sheriff of Hong Kong                              | 6:34     |
| 12.      | Making Love to a Vampire with a Monkey on My Knee | 3:11     |

## Sestava
- Don Van Vliet (Captain Beefheart) – zpěv, gong, harmonika, sopránsaxofon, basklarinet
- Jeff Moris Tepper – slide kytara, kytara
- Eric Drew Feldman – syntezátor, baskytara, mellotron, grand piáno, elektrické piano
- Robert Arthur Williams – bicí
- Bruce Lambourne Fowler – pozoun
- John French – slide kytara, kytara, marimba, baskytara, bicí
- Gary Lucas – kytara, lesní roh